# ولگرد (فیلم ۲۰۱۳)
ولگرد (به تامیلی: Paradesi) و (به انگلیسی: Vagabond) فیلمی هندی محصول سال ۲۰۱۳ و به کارگردانی بالا است. در این فیلم بازیگرانی همچون آتاراوا، ودیکا، سای دنشیکا و ریتویکا ایفای نقش کرده‌اند.